# Tia Wold
Tia Wold (Christiania, 30 mei 1886 – aldaar, 19 september 1972) was een Noors zangeres.

## Achtergrond
Inga Wold werd geboren in het gezin van koopman en rentenier Adolph Marius Wold (1841-1904) en Inga Laura Meier (1854-1922), vier maanden na de dood van haar zus Signe (1885-1886). Ze was zelf getrouwd met zanger Petter Ansgar Petterson Stark (1877-1963) en hotellier Alfred Walther Johannes Loen (1891-1936). Haar broer Adolph Marius Wold (1892-1976) was enige tijd Noors international op voetbalgebied.

## Muziek
Wold kreeg haar opleiding van Gina Oselio, maar ook in Chicago.
Enkele concerten:
- oktober 1900 in Fredrikstad op een bazar
- 9 oktober 1911: Concert met Rolf Brandt-Rantzau
- september 1912: concertavond met Mary Barratt Due; ze zong liederen uit onder meer Lohengrin van Richard Wagner
- 22 november 1914: Symfonisch concert in Calmeyergatens Missionshus onder leiding van Alfred Andersen-Wingar met medewerking van pianiste Mary Barratt Due; ze zong werken van Eyvind Alnæs, Aarre Merikanto, Edvard Grieg en Johan Backer Lunde
- 13 juni 1915: concert in Trondheim samen met Mary Barratt Due